# Baike.com
Baike.com (en chino, 快懂 百科; pinyin, Kuàidǒng Bǎikē) es una enciclopedia china en línea, fundada en el 2005 por Pan Haidong. Es una de las enciclopedias en línea más grandes del mundo con más de 17 millones de entradas y 20 millones de archivos.
Hasta el mes de noviembre de 2009, esta enciclopedia china tenía 3.92 millones de artículos, 4.34 billones de palabras, tres millones imágenes y 1,9 millones de usuarios registrados, de acuerdo a su sitio web. En febrero de 2011 registró más de 5 millones de artículos con 2.5 millones de usuarios.
Aunque es la enciclopedia en línea más grande del mundo el 94 % de sus visitas provienen solo de China; es la web n.º 63 más visitada en China y la 437 del mundo, mientras que Wikipedia es la web n.º 54 más visitada en este mismo país (a pesar del bloqueo del gobierno).

## Historia
La compañía asiática Hudong desarrolló HDWiki, su propia plataforma wiki como un rival de la establecida MediaWiki. El sistema ofrecía propiedades interactivas como las de las redes sociales, tales como perfil de usuario, amigos y grupos. HDWiki le ofrece a sus usuarios en China las opciones para crear y construir sus propios sitios web. La primera versión fue entregada en noviembre de 2006 y en noviembre de 2007 se entregó la versión 3.92 con funciones y propiedades agregadas y una mayor estabilidad.
En agosto de 2019, ByteDance anunció su participación en la enciclopedia digital y su fundador se retiró. Después de la participación en el capital social, el porcentaje de participación de Bytedance en Baike.com llegó al 22%. En septiembre, ByteDance adquirió el 100 % de las acciones de Hudong Baike alcanzando el control total. El 30 de abril de 2020, se anunció que Hudong Baike (enciclopedia Hudong) pasó a llamarse Toutiao Baike (头条百科) y el 9 de marzo de 2021 pasó a llamarse Kuaidong Baike (快懂百科) "Enciclopedia de comprensión rápida" o en otras palabras "Enciclopedia Wiki".